# Ners
Ners est une commune française d'environ 700 habitants située au cœur du département du Gard et dans l'Est de la région Occitanie.
Exposée à un climat méditerranéen, elle est drainée par le Gard et par un autre cours d'eau. La commune possède un patrimoine naturel remarquable composé de deux zones naturelles d'intérêt écologique, faunistique et floristique. 
Ses habitants sont officiellement appelés les Nersois.
Ners est une commune rurale qui compte 791 habitants en 2022, après avoir connu une forte hausse de la population depuis 1962.  Elle fait partie de l'aire d'attraction de Nîmes. Ses habitants sont appelés les Nersiens ou  Nersiennes.
Ners est un petit village, qui ne doit son existence qu'à sa position stratégique à l'intersection du Gardon et de la voie Régordane, ancien chemin de charrois du haut Moyen Âge aménagé pour se rendre du Puy-en-Velay à Saint-Gilles. Cette position permet au village de prospérer au XIIe siècle, grâce au péage d'une taxe pour traverser le Gardon par le bac, sur une route empruntée par de nombreux négociants, pèlerins, croisés et gens d’arme.
En 1840, la construction du pont de Ners, donne un nouvel essor au village, qui se retrouve alors sur l'axe de circulation Alès-Nîmes, reliant les deux principales villes du département par une route qui deviendra la nationale 106 et par un chemin de fer permettant de transporter la houille extraite du bassin minier d'Alès.
Le village connaît depuis les années 1990 un renouveau avec notamment la construction de la voie express remplaçant l'ancienne nationale entre Alès et Nîmes. Ainsi la nouvelle proximité de bassins d’emploi importants et l’atmosphère de ses rues ont fait de Ners un lieu de résidence pour des citadins ayant un « désir de campagne ».

## Géographie

### Situation
Ners est située dans le Languedoc-Roussillon, au cœur du département du Gard. À vol d'oiseau, la ville est à 13 km au sud-est d'Alès et 27 km au nord-ouest de Nîmes, les deux plus grandes villes du département. La capitale régionale, Montpellier, est à 52 km.
Ners est située approximativement à l'intersection de l'axe Alès-Nîmes, du chemin de Regordane et du Gardon. Cette ancienne voie romaine reliant Saint-Gilles au Puy-en-Velay devient vers 843 une partie de l’itinéraire le plus oriental du royaume conduisant de Paris au port de Saint-Gilles, en faisant une voie commerciale d'une importance non exagérée.
Ners se situe également à une dizaine de kilomètres au sud du parc national des Cévennes.
|                      | Vézénobres            | Martignargues     |
| Cassagnoles          | Ners                  |                   |
| Maruéjols-lès-Gardon | Boucoiran-et-Nozières | Cruviers-Lascours |

### Hydrographie, géologie et relief

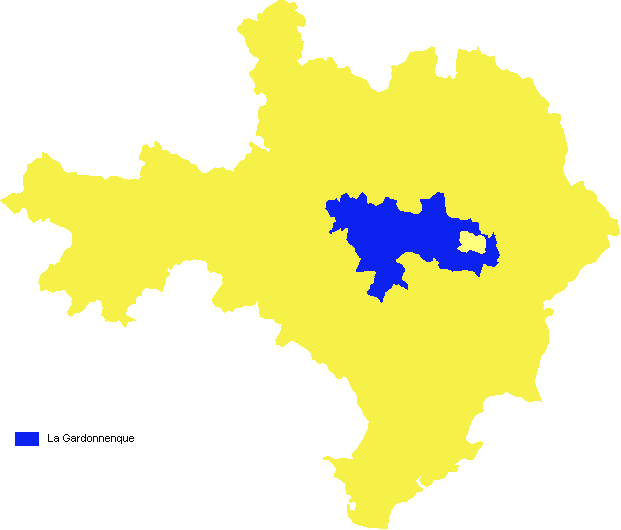
La Gardonnenque.

Ners se situe dans une région naturelle française dénommée les Garrigues qui se situe entre les Cévennes et la basse plaine languedocienne du Gard. Cette région est constituée de massifs de garrigues carbonatées et de bassins et vallées déprimés.
Le village se trouve dans le bassin de La Gardonnenque, le deuxième plus grand bassin de la région puisqu'il couvre 425 km2 et s’étend de Vézénobres au Nord-Ouest, jusqu'à Vers-Pont-du-Gard au Sud-Est, en suivant le lit du Gardon. Ce district est entouré au nord et à l'est par les plateaux urgoniens des Garrigues de Lussan, au sud par celui de Nîmes et à l'ouest par le rebord oriental du dôme de Lédignan (le Bois de Lens) et le bassin d'effondrement d'Alès.
Dans ce bassin tertiaire, l'hétérogénéité et le manque de résistance de la roche ont facilité le travail de l'érosion. La variété des faciès et leur faible épaisseur n'a pas permis l'apparition d'escarpements de rupture. Cette érosion a dégagé des collines dominant des plaines plus ou moins étendues. Au sein de la plaine de Saint-Chaptes existent quelques hectares de friches, îlots de survie pour quelques oiseaux de la steppe originelle.
Ners se trouve dans une zone de la Gradonnenque composée essentiellement de garrigues boisées, que l'on retrouve principalement sur les collines au nord de Moussac. Protégée des effets des coulées d'air froid du massif Aigoual/Liron par le Bois de Lens, ce district jouit d'un climat plus clément, pluvieux en automne et au printemps, frais l'hiver mais chaud l'été. Grâce aux nappes alluviales importantes et au sol riche, l'agriculture est très diversifiée. Le vignoble qui reste la principale activité agricole de la zone se stabilise, tandis que les cultures céréalières, les pâturages et les vergers régressent fortement. Malgré leurs fortes progressions ces vingt dernières années, les cultures industrielles et les jachères ne comblent pas le recul de ces cultures.
La commune est traversée par le Gardon, aussi appelé Gard, qui a donné son nom au département. C'est un affluent droit du Rhône, qui prend sa source à Saint-Martin-de-Lansuscle et se jette dans le fleuve à Vallabrègues. Cette rivière est caractérisée comme une rivière cévenole, qui est un cours d'eau dont les variations de débit dues aux orages cévenols sont très importantes et provoquent de fortes crues accompagnées souvent de graves inondations, comme en 1958 et en 2002.

### Climat
Pour des articles plus généraux, voir Climat de l'Occitanie et Climat du Gard.
En 2010, le climat de la commune est de type climat méditerranéen franc, selon une étude s'appuyant sur une série de données couvrant la période 1971-2000. En 2020, Météo-France publie une typologie des climats de la France métropolitaine dans laquelle la commune est exposée à un climat méditerranéen et est dans la région climatique Provence, Languedoc-Roussillon, caractérisée par une pluviométrie faible en été, un très bon ensoleillement (2 600 h/an), un été chaud (21,5 °C), un air très sec en été, sec en toutes saisons, des vents forts (fréquence de 40 à 50 % de vents > 5 m/s) et peu de brouillards.
Pour la période 1971-2000, la température annuelle moyenne est de 13,8 °C, avec une amplitude thermique annuelle de 17,6 °C. Le cumul annuel moyen de précipitations est de 924 mm, avec 6,8 jours de précipitations en janvier et 3,4 jours en juillet. Pour la période 1991-2020, la température moyenne annuelle observée sur la station météorologique la plus proche, située sur la commune de Deaux à 5 km à vol d'oiseau, est de 14,9 °C et le cumul annuel moyen de précipitations est de 967,1 mm,. Pour l'avenir, les paramètres climatiques de la commune estimés pour 2050 selon différents scénarios d'émission de gaz à effet de serre sont consultables sur un site dédié publié par Météo-France en novembre 2022.

### Voies de communication et transports

#### Réseau ferroviaire

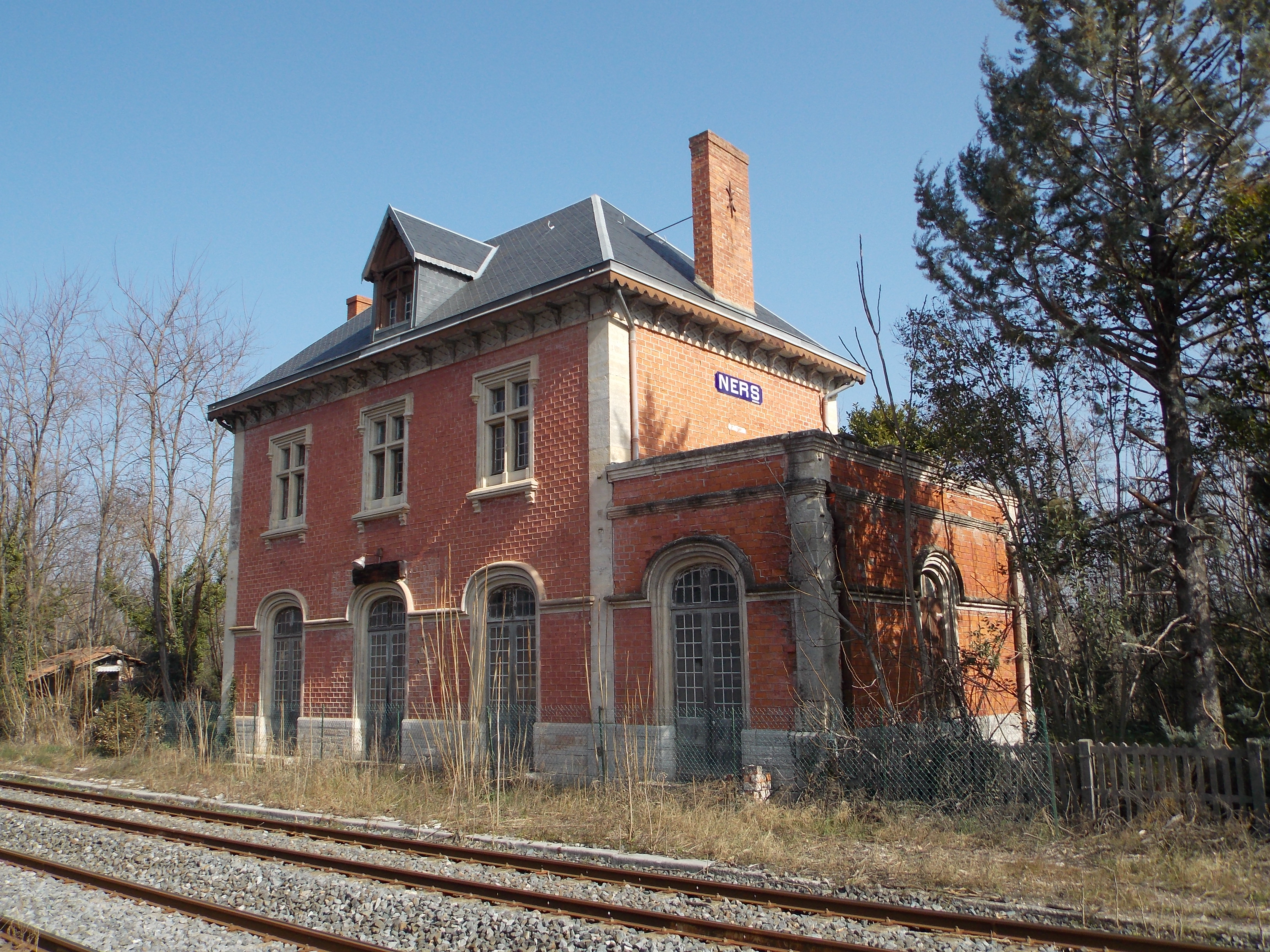
La gare de Ners.

Jusqu'en 1973, Ners est desservie par une gare nommée gare de Ners mais située sur le territoire de la commune voisine de Boucoiran-et-Nozières au point kilométrique 689,565 de la ligne de Saint-Germain-des-Fossés à Nîmes-Courbessac. Dite ligne transcévenole, elle est empruntée par l'express « Le Cévenol » depuis 1955. La ligne fait aujourd'hui partie du réseau du TER Languedoc-Roussillon en tant que relation no 9, Nîmes - Alès - La Bastide - Saint-Laurent-les-Bains - Saint-Georges-d'Aurac - Clermont-Ferrand.
La gare de Ners est desservie par des trains omnibus à destination d'Alès et de Nîmes jusqu'en 1973, année de leur suppression. Le bâtiment-voyageurs, l'un des plus anciens de France, datant de 1839-1841, a été inscrit monument historique par arrêté du 25 juin 1987.

#### Réseau routier

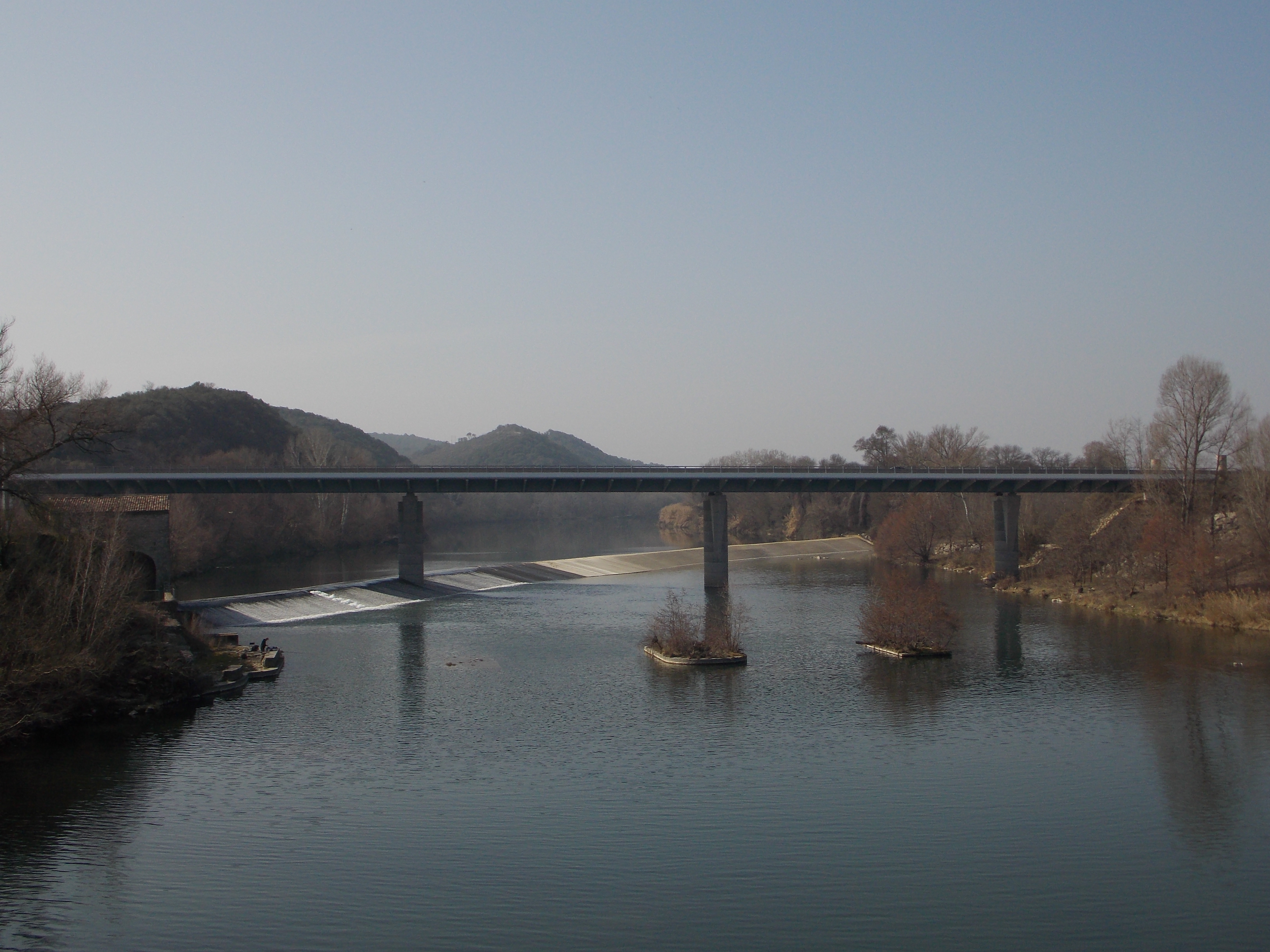
Franchissement du gardon par la RN 106.

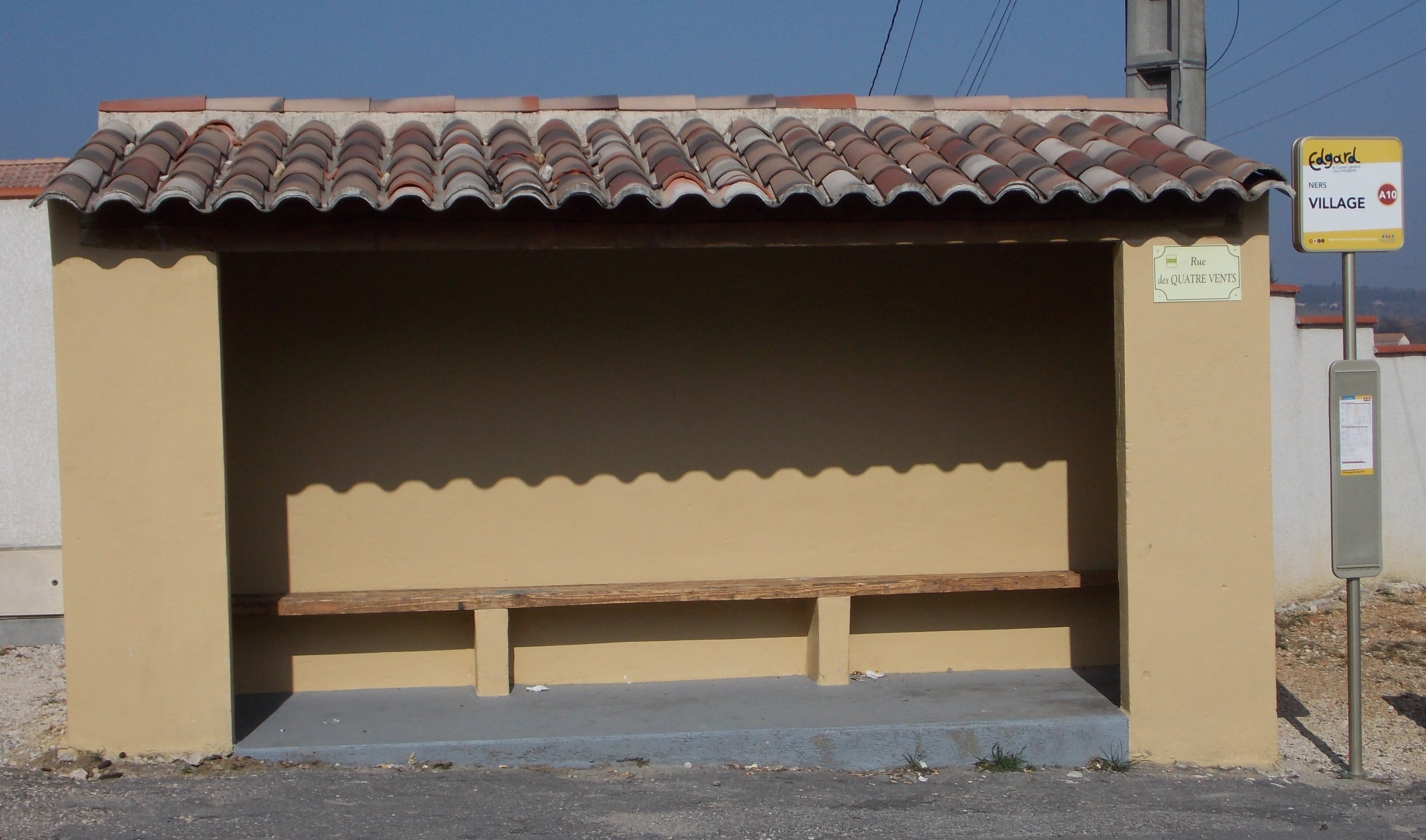
Arrêt de bus de la ligne A10 du réseau Edgard.

Ners est située à l'Est de la route nationale 106 qui relie Nîmes à Balsièges. Lors de l'ouverture des tronçons en voie rapide, les anciens tracés sont déclassés en premier lieu en route nationale 2106, puis sont reversés dans la voirie départementale (actuellement RD 936 entre Alès et le pont de Ners). Les routes départementales D18 et D191 traversent également le territoire communal.

#### Transports en commun
Ners est desservie par la ligne A10 du réseau Edgard, la société de transport du conseil général du Gard, qui est la ligne la plus importante du département reliant Alès à Nîmes en suivant en partie l'ancienne route nationale.

## Urbanisme

### Typologie
Au 1er janvier 2024, Ners est catégorisée bourg rural, selon la nouvelle grille communale de densité à sept niveaux définie par l'Insee en 2022.
Elle est située hors unité urbaine. Par ailleurs la commune fait partie de l'aire d'attraction de Nîmes, dont elle est une commune de la couronne,. Cette aire, qui regroupe 92 communes, est catégorisée dans les aires de 200 000 à moins de 700 000 habitants,.

### Occupation des sols
L'occupation des sols de la commune, telle qu'elle ressort de la base de données européenne d’occupation biophysique des sols Corine Land Cover (CLC), est marquée par l'importance des territoires agricoles (47,8 % en 2018), en diminution par rapport à 1990 (60 %). La répartition détaillée en 2018 est la suivante : 
cultures permanentes (37,7 %), forêts (26,3 %), milieux à végétation arbustive et/ou herbacée (16,9 %), zones agricoles hétérogènes (9,7 %), zones urbanisées (9,1 %), prairies (0,3 %). L'évolution de l’occupation des sols de la commune et de ses infrastructures peut être observée sur les différentes représentations cartographiques du territoire : la carte de Cassini (XVIIIe siècle), la carte d'état-major (1820-1866) et les cartes ou photos aériennes de l'IGN pour la période actuelle (1950 à aujourd'hui).

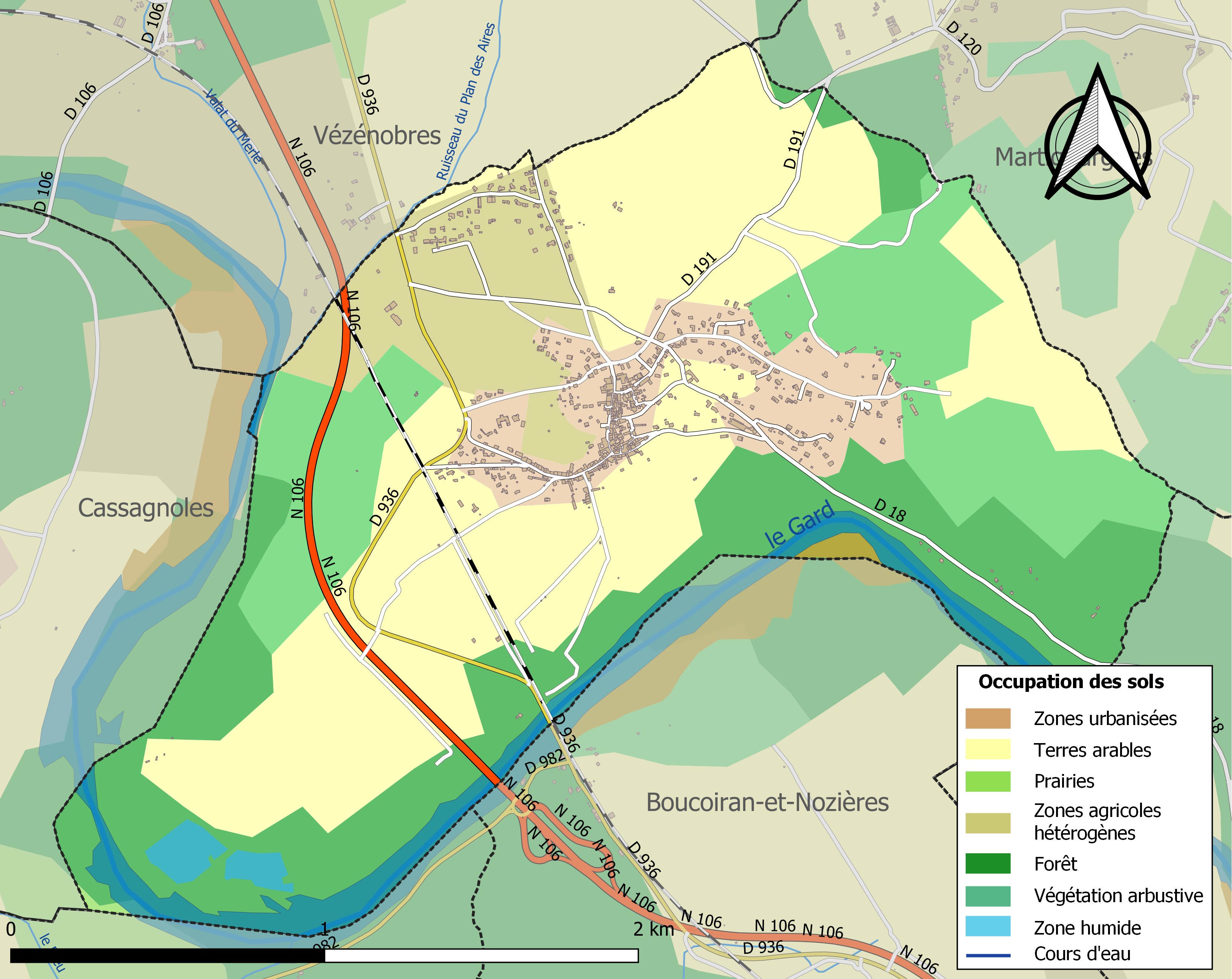
Carte des infrastructures et de l'occupation des sols de la commune en 2018 (CLC).

### Morphologie urbaine

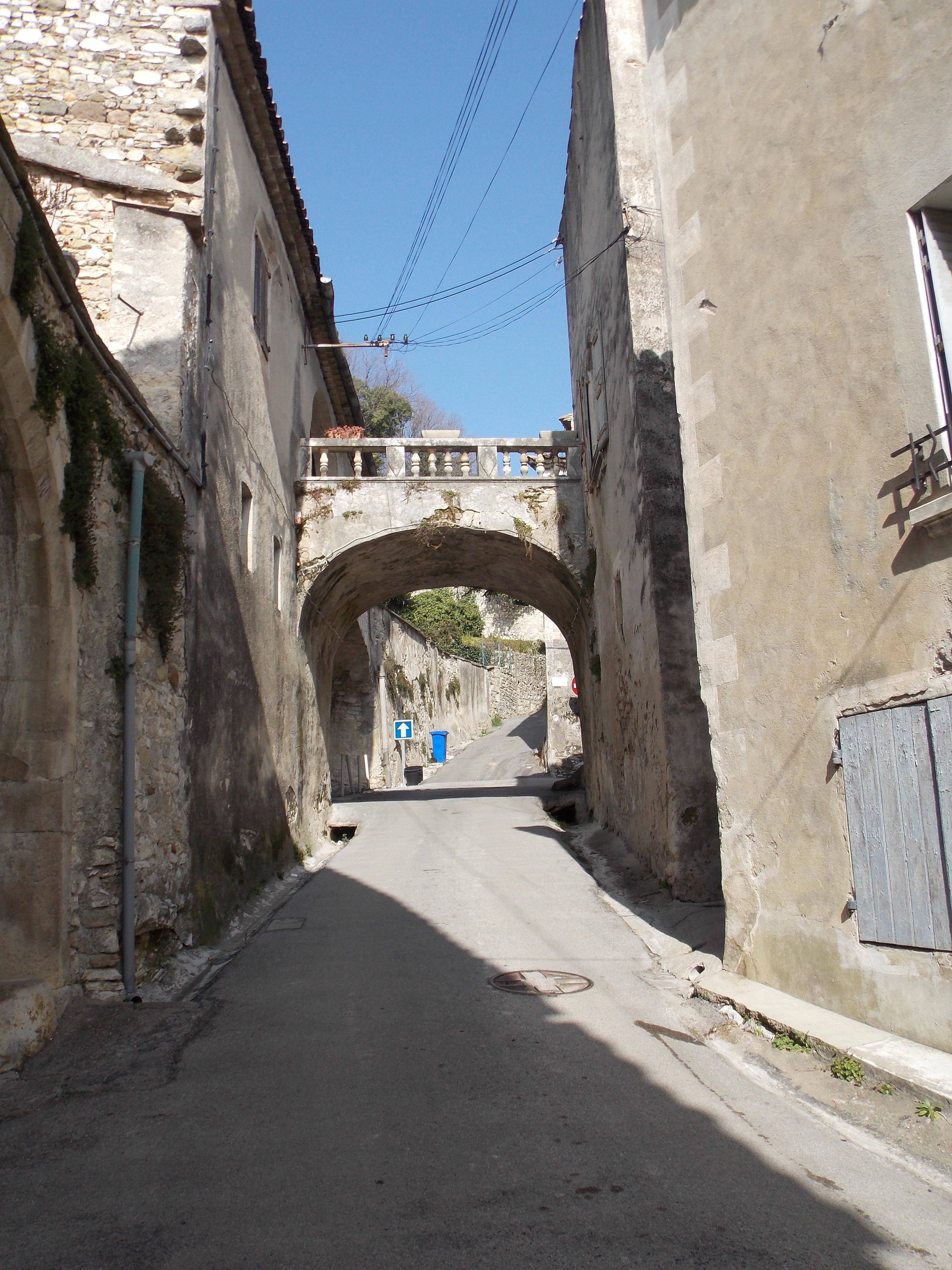
La « Calade ».

C’est en 1211 qu’un lieu d’habitation est mentionné pour la première fois sur la commune de Ners. À une tour de guet du douzième siècle, sont venus s’ajouter des murs d’enceinte protégeant quelques habitations dans ce qui s’appellera plus tard le château de Ners, certainement le bâtiment le plus ancien du village.
Un second point d’habitation se développe au Moyen Âge autour de l’église Saint Sauveur, construite au pied d'une colline. Le chemin de Regordane grimpait d’un quartier à l’autre par une pente particulièrement « étroite et rude » connue aujourd'hui sous le nom de « Calade ». Mais l’essor du village fera finalement se rejoindre le Ners d’en bas et le Ners d’en haut.
Le village s'est beaucoup étendu dans les années 60 et 70, avec la création de quartiers résidentiels au niveau de l'ancien chemin d'Uzès, de la Berlaude ou du Plan du Bos. La création d'une salle polyvalente et de la nouvelle école ont également contribué à recentrer le cœur du village sur le haut des collines de la commune, délaissant ainsi le vieux centre plutôt difficile d'accès, aux rues étroites, gênant la circulation automobile.

### Logement
En 2009, Ners comptait 287 résidences principales, auxquelles s'ajoutaient 32 logements vacants, soit 8,6 % du total, et cinquante résidences secondaires. Les maisons représentaient 89,7 % des résidences individuelles, pourcentage en légère diminution par rapport au recensement de 1999 (91,9 %) et supérieur à celui observé dans le département du Gard (62,3 %).

### Risques majeurs
Le territoire de la commune de Ners est vulnérable à différents aléas naturels : météorologiques (tempête, orage, neige, grand froid, canicule ou sécheresse), inondations, feux de forêts, mouvements de terrains et séisme (sismicité faible). Il est également exposé à deux risques technologiques,  le transport de matières dangereuses et la rupture d'un barrage. Un site publié par le BRGM permet d'évaluer simplement et rapidement les risques d'un bien localisé soit par son adresse soit par le numéro de sa parcelle.

#### Risques naturels
Certaines parties du territoire communal sont susceptibles d’être affectées par le risque d’inondation par débordement de cours d'eau et par une crue torrentielle ou à montée rapide de cours d'eau, notamment le Gard. La commune a été reconnue en état de catastrophe naturelle au titre des dommages causés par les inondations et coulées de boue survenues en 1982, 1992, 1993, 2001, 2002, 2010 et 2014,.

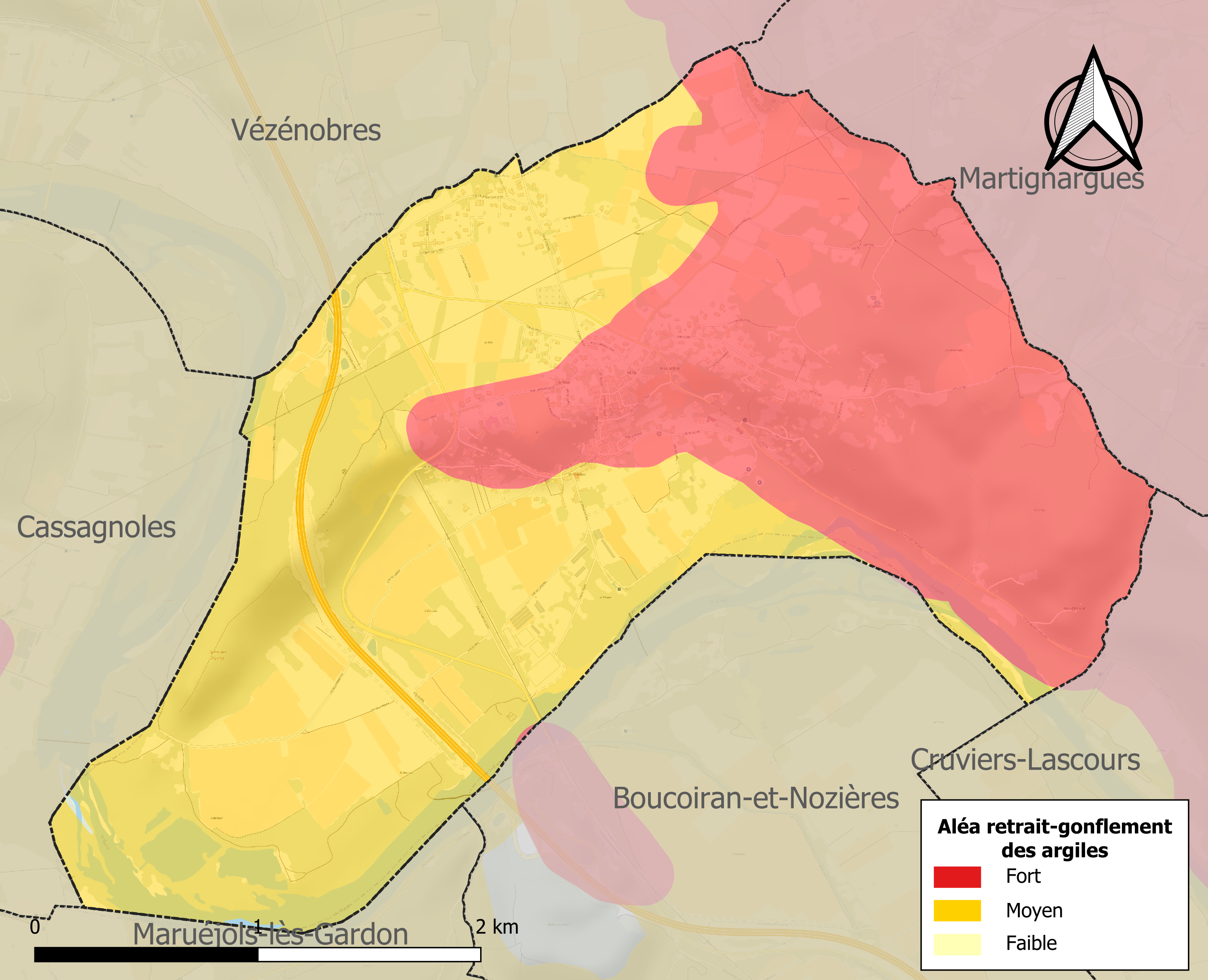
Carte des zones d'aléa retrait-gonflement des sols argileux de Ners.

La commune est vulnérable au risque de mouvements de terrains constitué principalement du retrait-gonflement des sols argileux. Cet aléa est susceptible d'engendrer des dommages importants aux bâtiments en cas d’alternance de périodes de sécheresse et de pluie. 99,9 % de la superficie communale est en aléa moyen ou fort (67,5 % au niveau départemental et 48,5 % au niveau national). Sur les 363 bâtiments dénombrés sur la commune en 2019, 363 sont en aléa moyen ou fort, soit 100 %, à comparer aux 90 % au niveau départemental et 54 % au niveau national. Une cartographie de l'exposition du territoire national au retrait gonflement des sols argileux est disponible sur le site du BRGM,.
Par ailleurs, afin de mieux appréhender le risque d’affaissement de terrain, l'inventaire national des cavités souterraines permet de localiser celles situées sur la commune.

#### Risques technologiques
Le risque de transport de matières dangereuses sur la commune est lié à sa traversée par des infrastructures routières ou ferroviaires importantes ou la présence d'une canalisation de transport d'hydrocarbures. Un accident se produisant sur de telles infrastructures est en effet susceptible d’avoir des effets graves au bâti ou aux personnes jusqu’à 350 m, selon la nature du matériau transporté. Des dispositions d’urbanisme peuvent être préconisées en conséquence.
La commune est en outre située en aval du barrage de Sainte-Cécile-d'Andorge, un ouvrage de classe A doté d'un PPI. À ce titre elle est susceptible d’être touchée par l’onde de submersion consécutive à la rupture de cet ouvrage.

## Toponymie
C’est dans un document datant de 1211 qu’est signalé pour la première fois un lieu d’habitation sur la commune de Ners, sous le nom de « le castrum de Ners ». Étymologiquement, le village tiendrait son nom d’un gallo-romain qui devait jouir d’une certaine célébrité à l’époque antique, et qui se nommait Nertius. Un manuscrit de 1247 ainsi qu'un autre de 1384 mentionnent également la présence dans la région d'un village appelé « Nercium » puis Ners à partir de 1547. La commune se nomme Nèrç en occitan.

## Histoire

### Préhistoire et antiquité

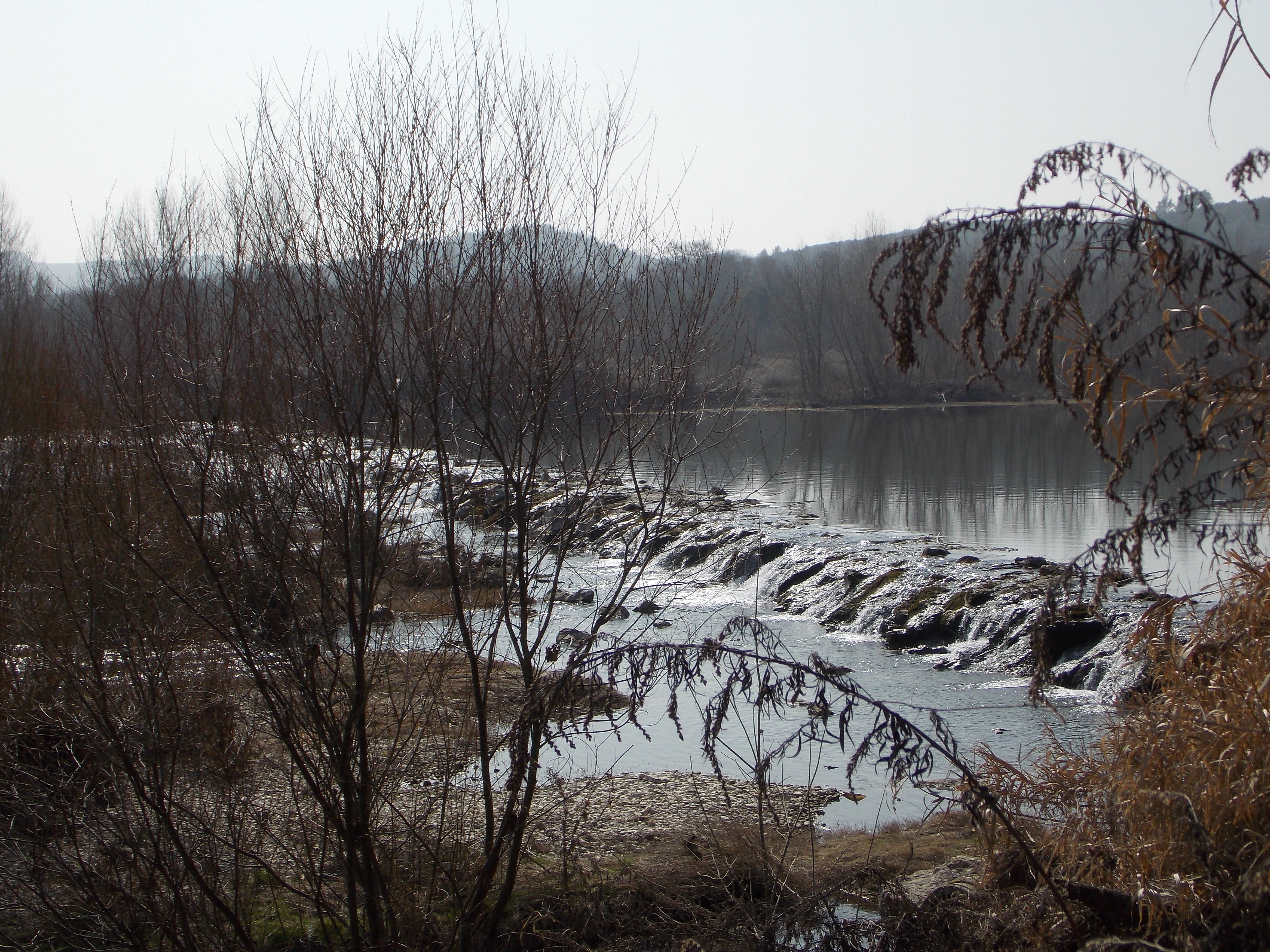
Ancien emplacement du bac.

Même si l’on ne peut pas dater précisément la création de Ners, le village fait partie d’un territoire habité bien avant la présence romaine, en raison de l’attrait exercé par la vallée et la rivière du Gardon sur les populations migrantes telles que les Ibéro-Ligures et les Volques Arécomiques. Situé sur le chemin de la Regordane, ancien chemin médiéval aménagé pour se rendre par les Cévennes du Puy-en-Velay à Saint-Gilles, Ners est devenu au fil du temps le passage obligé des négociants, pèlerins, croisés ou de gens d’armes qui souhaitaient franchir le Gardon par le bac (à l'endroit où se trouve actuellement la station d’épuration), moyennant un droit de passage appelé le « néré ».

### Histoire médiévale

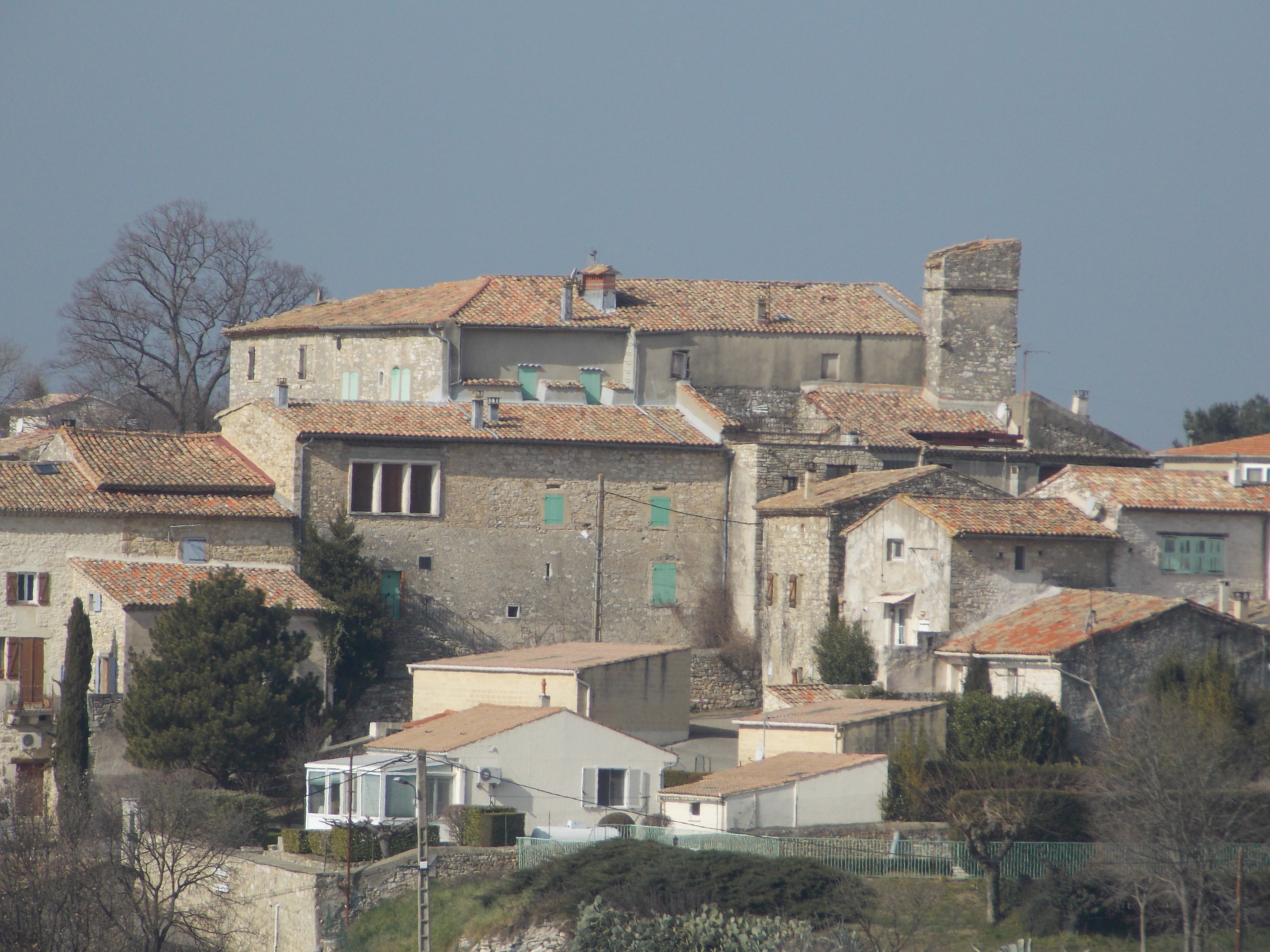
Le château de Ners.

C’est dans un manuscrit de 1211 qu’est signalé pour la première fois « le castrum de Ners ». Effectivement, à une tour de guet du XIIe siècle, encore visible aujourd'hui, sont venus s’ajouter des murs d’enceinte protégeant ainsi les quelques habitations du village. En contrebas, on pouvait trouver le four commun où se cuisait le pain de tous les habitants. Le château de Ners, modifié en 1480, sous Louis XI, a conservé ses murs à bossage et est certainement le plus ancien bâtiment du village. Un second point d’habitation se développe autour de l’église Saint-Sauveur, construite au pied de la colline. Le chemin de Regordane grimpait alors d’un quartier à l’autre moyennant une pente particulièrement « étroite et rude », communément appelé « Calade ». L’essor du village au cours du XIIIe siècle fait se rejoindre le Ners d’en bas et le Ners d’en haut, donnant naissance à ce qu'on peut aujourd'hui appeler le vieux village.
En 1383, alors que Charles VI de France est en pleine guerre de Cent Ans contre Richard II d'Angleterre, Ners est incendié par une compagnie de routiers. Puis, en 1403, le pont de bois médiéval est emporté par une crue du Gardon. Jusqu’à ce que ce dernier soit remplacé, c’est-à-dire en 1840, les voyageurs utiliseront le bac ou passeront à gué durant la période estivale.
Pendant les guerres des camisards entre 1702 et 1705, les environs de Ners sont les témoins de plusieurs combats favorables aux rebelles qui luttent contre le roi Louis XIV. Mais, menés par des chefs dont principalement un fils de boulanger, Jean Cavalier, les camisards pratiquent contre les troupes royales des actions de guérilla à partir de leurs forteresses dans les montagnes. C’est à la suite d’un de ces combats que l’église du village est incendiée, le consul étant égorgé avec trois membres de sa famille, ainsi que le curé de Deaux, le chirurgien et le maître d’école. Avec l'aval du pape Clément XI qui rédigea une bulle excommuniant les camisards, les soldats du roi dirigés par le maréchal de Montrevel rasèrent plus de 450 villages, et remportèrent une bataille importante du côté de Ners le 14 septembre 1704 face aux bandes de Ravanel.

### Histoire contemporaine

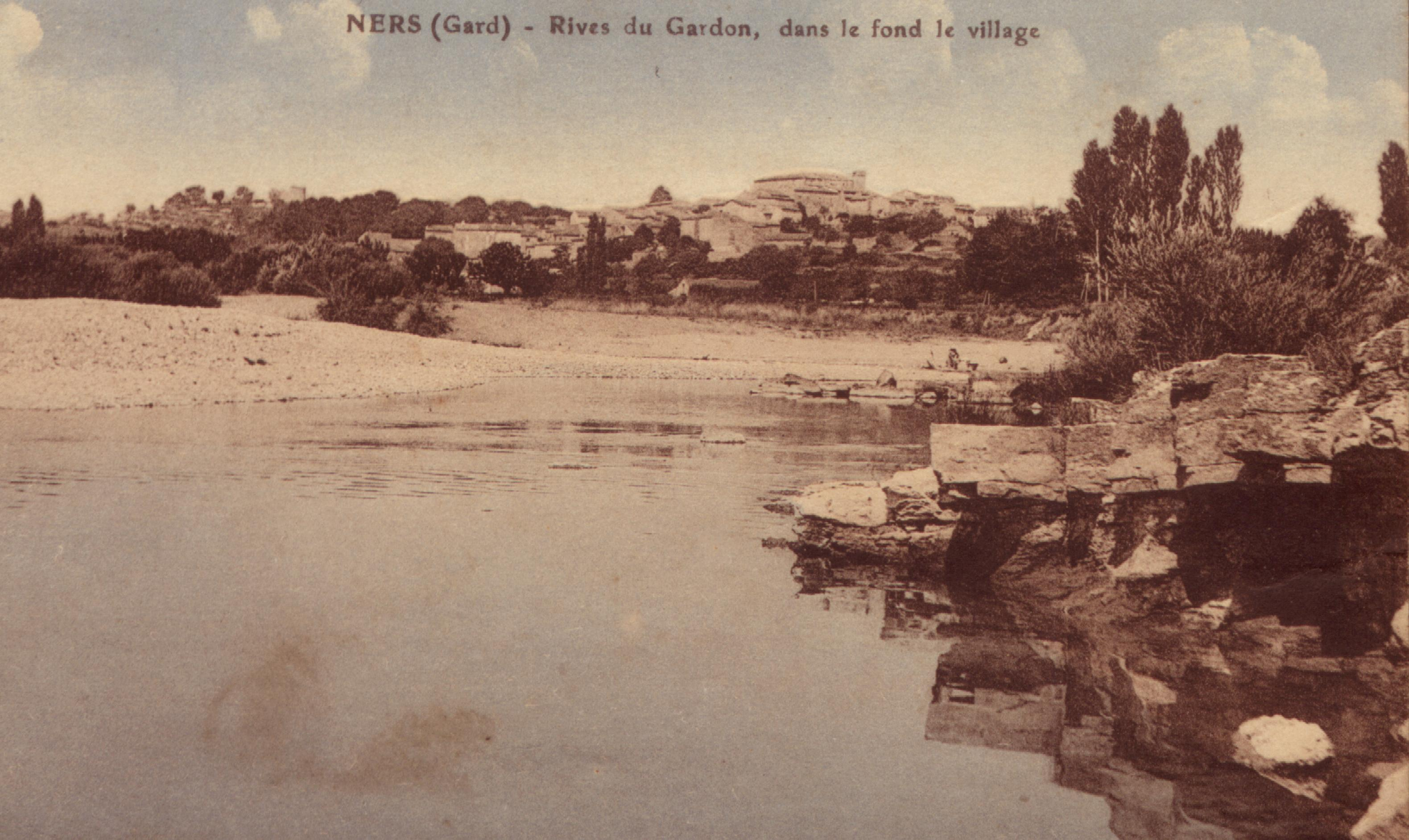
Le village vu depuis le lit du Gardon.

Après la révolution, l’église de Ners est cédée aux protestants par le décret du 29 mars 1803. La communauté catholique attendra les années 1930 avant de disposer à nouveau d’un lieu de culte sur la commune. Une association de catholiques rachète une ancienne cave à vin située sur le haut de la colline et la fait transformer grâce à des reliques en chapelle consacrée à sainte Thérèse.

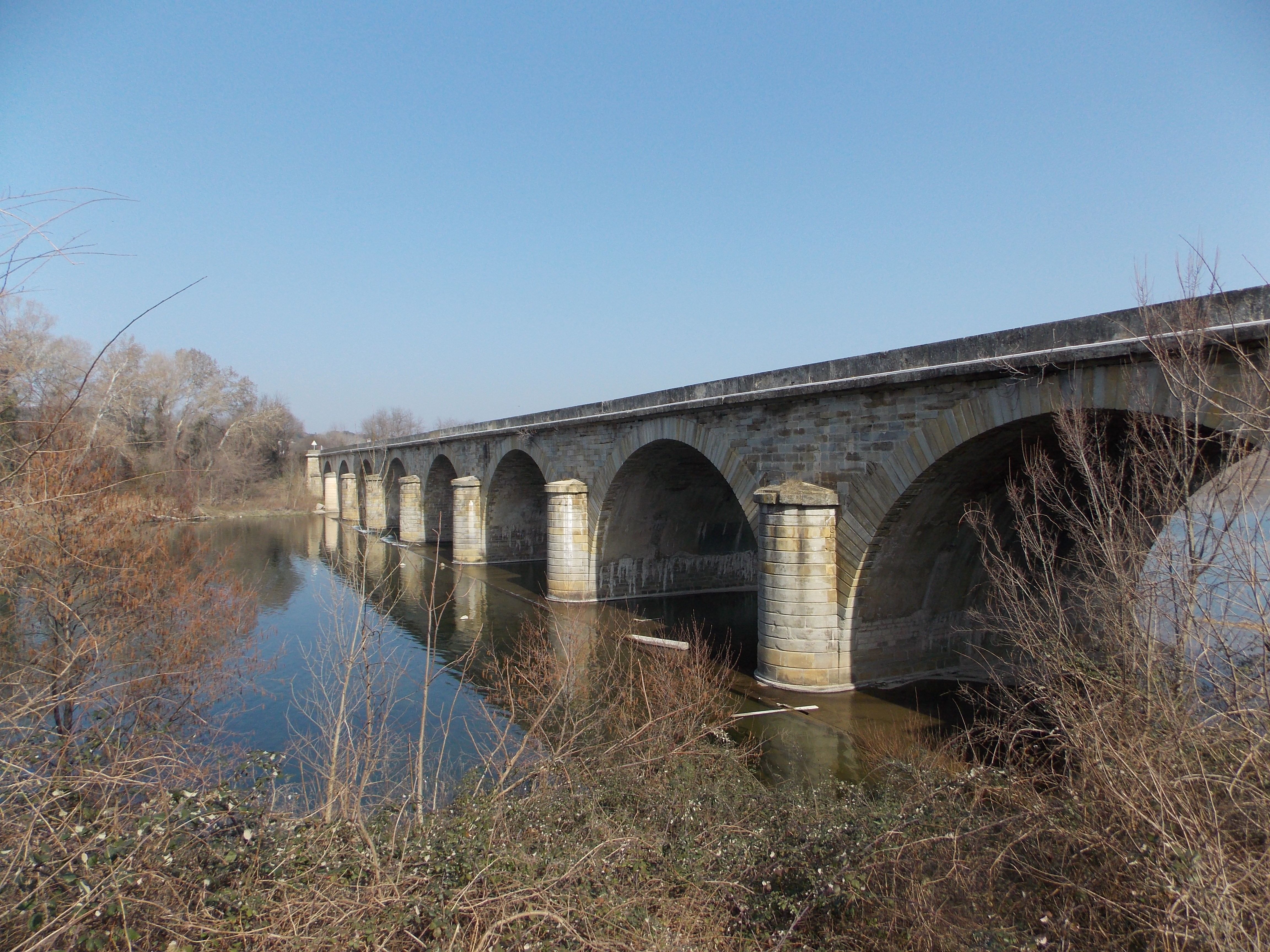
Le pont de Ners.

En 1840, est inauguré le pont de Ners, premier pont en pierre du village, long de presque 230 mètres. C’est un viaduc mixte composé d'une route (ancienne Nationale 106) et d'une double voie ferrée traversant également la colline par un tunnel, afin d'acheminer la houille du bassin cévenol vers les ports du Rhône. Sous l’impulsion de Paulin Talabot, alors directeur de la compagnie des chemins de fer de Paris à Lyon et à la Méditerranée (PLM), une gare reproduisant un modèle anglais du Sussex et pour laquelle Talabot avait eu un coup de foudre, est construite.

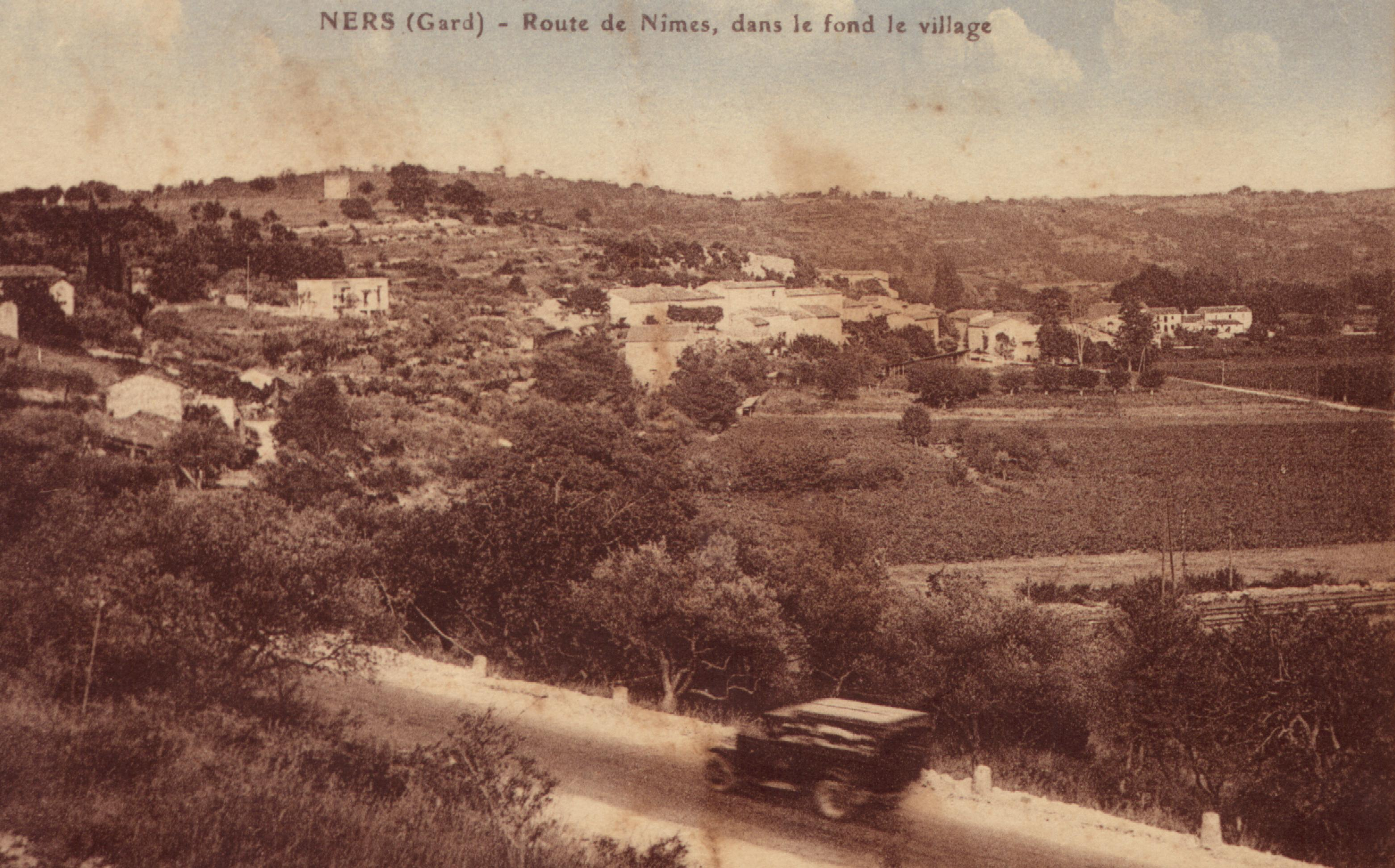
Le village vu depuis la colline de Ners.

C’est à la fin du dix-neuvième siècle, en 1898, que l’eau courante est acheminée vers trois fontaines réparties dans le village. L'eau était issue de la fontaine d’Huguet, qui se trouvait au bord du ruisseau de la Berlaude, une éolienne actionnant la pompe pour prélever l’eau du ruisseau et alimenter un bassin semi-enterré situé en haut du village. Ce n’est qu’au milieu du vingtième siècle qu’on envisagera d’utiliser l’eau de la nappe phréatique du Gardon.
En septembre 2002, les plus grandes inondations qu'ait connu le Gard ont causé de nombreux dégâts dans le village, notamment l'effondrement d'une partie du pont de Ners, laissant alors la voie ferrée en suspension dans les airs. Ce phénomène, appelé épisode cévenol, est dû au refroidissement rapide d’une masse d’air qui arrive sur les terres après s'être chargée en humidité en passant au-dessus de la mer Méditerranée, ce qui provoque de violentes précipitations. Un événement semblable s'était par ailleurs déjà produit en octobre 1958 et avait inondé le cœur du village.

## Politique et administration

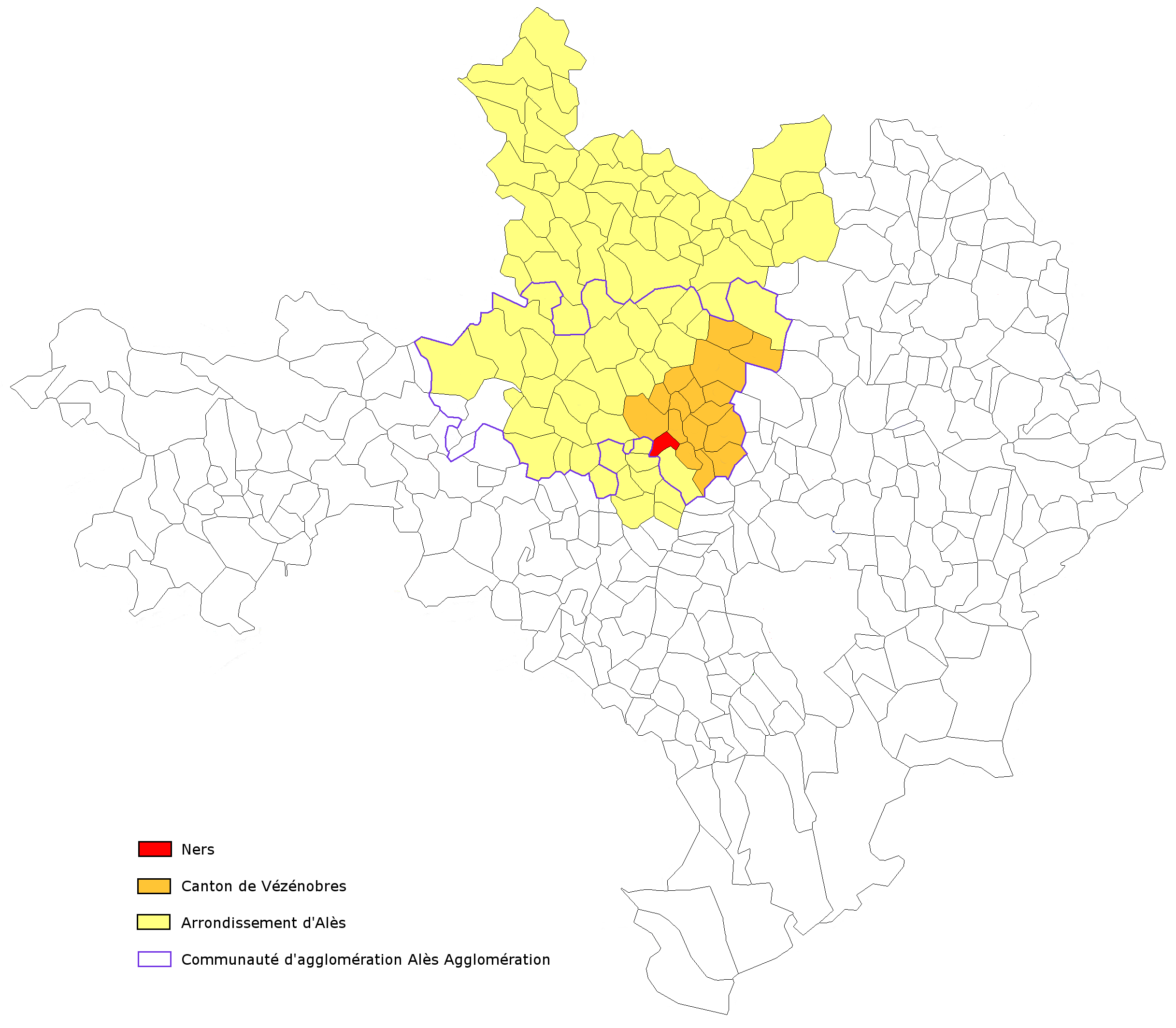
Divisions administratives.

Ners est située dans le canton de Vézénobres qui est composé de dix-sept communes et qui compte 8 880 habitants en 2009. Ce dernier se trouve quant à lui dans l'arrondissement d'Alès qui est composé de douze canton et de cent-une commune dont trente-et-une de plus de mille habitants. Cet arrondissement est le deuxième arrondissement du département du Gard qui est le deuxième département le plus peuplé de la région Languedoc-Roussillon.
Le village fait partie de la quatrième circonscription du Gard délimitée par le découpage électoral de la loi n°86-1197 du 24 novembre 1986
 qui regroupe les divisions administratives suivantes : Cantons de : Alès-Nord-Est, Alès-Sud-Est, Barjac, Bessèges, Génolhac, La Grand-Combe, Lussan, Saint-Ambroix, Saint-Chaptes, Vézénobres.
Ners appartenait à la communauté de communes de la Région de Vézénobres, qui regroupait seize communes jusqu'en décembre 2012. Elle appartient à la Communauté d'agglomération Alès Agglomération depuis le 1er janvier 2013 qui est née de par une volonté de créer une seule et même structure autour du bassin de vie d'Alès. Elle réunit ainsi l'ancienne Communauté d'agglomération du Grand Alès et les anciennes communautés de communes d'Autour d'Anduze (sans la commune de Cardet), de la Région de Vézénobres et du Mont Bouquet, ainsi que les communes de Massanes, de Saint-Bonnet-de-Salendrinque, de Saint-Jean-de-Serres, de Vabres et de Sainte-Croix-de-Caderle.

### Tendances politiques
Ners est historiquement un village « d'indécis » et cette tendance semble confirmée par la plupart des consultations électorales récentes. En effet, les électeurs sont partagés entre droite et gauche de manière équitable, penchant d'un côté ou de l'autre en fonction des élections.
Au premier tour de l'élection présidentielle de 2012, les quatre candidats arrivés en tête à Ners sont François Hollande (PS, 25,63 %), Marine Le Pen (FN, 23,74 %), Nicolas Sarkozy (UMP, 21,43 %) et Jean-Luc Mélenchon (Front de gauche, 14,29 %) avec un taux de participation de 88,91 %. Alors qu'au premier tour des élections législatives de 2012, Max Roustan (UMP, 34,01 %) est largement arrivé en tête dans le village devant son adversaire Fabrice Verdier (PS, 27,91 %).
Au deuxième tour des élections régionales de 2010, 52,82 % des suffrages exprimés sont allés à la liste conduite par Georges Frêche (PS), 26,76 % à celle de Raymond Couderc (UMP), et 20,42 % à la liste FN de France Jamet, pour un taux de participation de 59,92 %.
Aux élections européennes de 2009, les trois meilleurs scores à Ners étaient ceux de la liste de la majorité présidentielle conduite par Dominique Baudis, qui a obtenu 61 suffrages soit 27,23 % des suffrages exprimés, de la liste du Front de gauche conduite par Jean-Luc Mélenchon, qui a obtenu 32 suffrages soit 14,29 % des suffrages exprimés, et de la liste du Parti socialiste conduite par Kader Arif, qui a obtenu 30 suffrages soit 13,39 % des suffrages exprimés, pour un taux de participation de 45,32 %.
Enfin comme dans de nombreux petits villages, les élections municipales de 2008 ont uniquement une importance locale, les deux listes s'opposant n'étant affiliées à aucun parti politique.

### Administration municipale

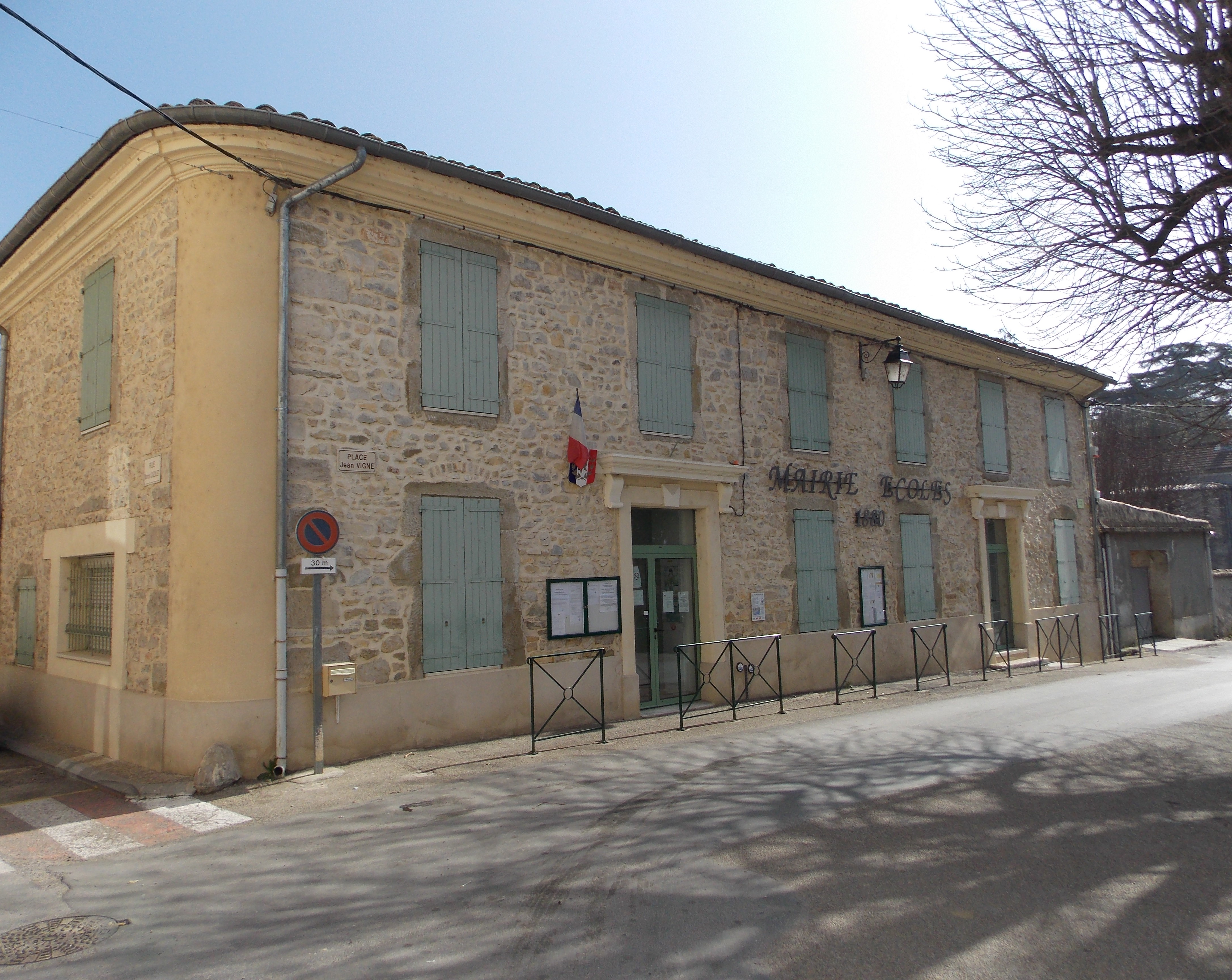
Mairie de Ners.

Le nombre d'habitants de la commune étant compris entre 500 et 1 500, le nombre de membres du conseil municipal est de 15.
La mairie de Ners est située dans le vieux village, accolée à l'ancienne école municipale, datant de 1888.
| Période                                  | Période   | Identité       | Étiquette | Qualité  |
| ---------------------------------------- | --------- | -------------- | --------- | -------- |
| Les données manquantes sont à compléter. |           |                |           |          |
| avant 1988                               | ?         | André Martin   |           |          |
| mars 1991                                | mars 2008 | Bernard Boudin | SE        | Retraité |
| mars 2008                                | En cours  | Patrice Pupet  | DVG       | Retraité |

### Instances judiciaires et administratives
Le village de Ners est dans le ressort de la cour d'appel de Nîmes, du tribunal de grande instance et du tribunal d'instance d'Alès et du conseil de prud'hommes et du tribunal de commerce de Nîmes.

### Politique environnementale
Ners pratique le tri sélectif et dépend de la déchèterie de la Communauté d'agglomération Alès Agglomération, installée à Saint-Cézaire-de-Gauzignan.

## Population et société

### Démographie
La population du village a récemment augmenté (depuis les années 1980) avec la multiplication des moyens de transport entre Ners et les deux grandes villes du Gard, que sont Nîmes et Alès.

#### Évolution démographique
L'évolution du nombre d'habitants est connue à travers les recensements de la population effectués dans la commune depuis 1793. Pour les communes de moins de 10 000 habitants, une enquête de recensement portant sur toute la population est réalisée tous les cinq ans, les populations de référence des années intermédiaires étant quant à elles estimées par interpolation ou extrapolation. Pour la commune, le premier recensement exhaustif entrant dans le cadre du nouveau dispositif a été réalisé en 2007.

En 2022, la commune comptait 791 habitants, en évolution de +10,63 % par rapport à 2016 (Gard : +2,97 %, France hors Mayotte : +2,11 %).
| 1793 | 1800 | 1806 | 1821 | 1831 | 1836 | 1841 | 1846 | 1851 |
| ---- | ---- | ---- | ---- | ---- | ---- | ---- | ---- | ---- |
| 479  | 439  | 425  | 474  | 490  | 511  | 516  | 528  | 580  |

| 1856 | 1861 | 1866 | 1872 | 1876 | 1881 | 1886 | 1891 | 1896 |
| ---- | ---- | ---- | ---- | ---- | ---- | ---- | ---- | ---- |
| 561  | 535  | 473  | 454  | 533  | 415  | 434  | 423  | 359  |

| 1901 | 1906 | 1911 | 1921 | 1926 | 1931 | 1936 | 1946 | 1954 |
| ---- | ---- | ---- | ---- | ---- | ---- | ---- | ---- | ---- |
| 403  | 410  | 345  | 360  | 375  | 390  | 374  | 316  | 354  |

| 1962 | 1968 | 1975 | 1982 | 1990 | 1999 | 2006 | 2007 | 2012 |
| ---- | ---- | ---- | ---- | ---- | ---- | ---- | ---- | ---- |
| 347  | 357  | 362  | 473  | 544  | 618  | 665  | 672  | 719  |

| 2017 | 2022 | - | - | - | - | - | - | - |
| ---- | ---- | - | - | - | - | - | - | - |
| 702  | 791  | - | - | - | - | - | - | - |

#### Pyramide des âges
La population de la commune est relativement âgée.
En 2018, le taux de personnes d'un âge inférieur à 30 ans s'élève à 29,2 %, soit en dessous de la moyenne départementale (32,6 %). À l'inverse, le taux de personnes d'âge supérieur à 60 ans est de 32,1 % la même année, alors qu'il est de 29,6 % au niveau départemental.
En 2018, la commune comptait 357 hommes pour 349 femmes, soit un taux de 50,57 % d'hommes, largement supérieur au taux départemental (48,18 %).
Les pyramides des âges de la commune et du département s'établissent comme suit.
| Hommes | Classe d’âge | Femmes |
| ------ | ------------ | ------ |
| 1,4    | 90 ou +      | 1,2    |
| 7,4    | 75-89 ans    | 8,2    |
| 22,2   | 60-74 ans    | 23,8   |
| 22,0   | 45-59 ans    | 22,8   |
| 16,6   | 30-44 ans    | 16,0   |
| 15,9   | 15-29 ans    | 13,7   |
| 14,4   | 0-14 ans     | 14,2   |

| Hommes | Classe d’âge | Femmes |
| ------ | ------------ | ------ |
| 0,9    | 90 ou +      | 2      |
| 8,3    | 75-89 ans    | 10,6   |
| 19,4   | 60-74 ans    | 19,9   |
| 20,4   | 45-59 ans    | 20,3   |
| 16,8   | 30-44 ans    | 17     |
| 16,4   | 15-29 ans    | 14,2   |
| 17,8   | 0-14 ans     | 15,8   |

### Enseignement

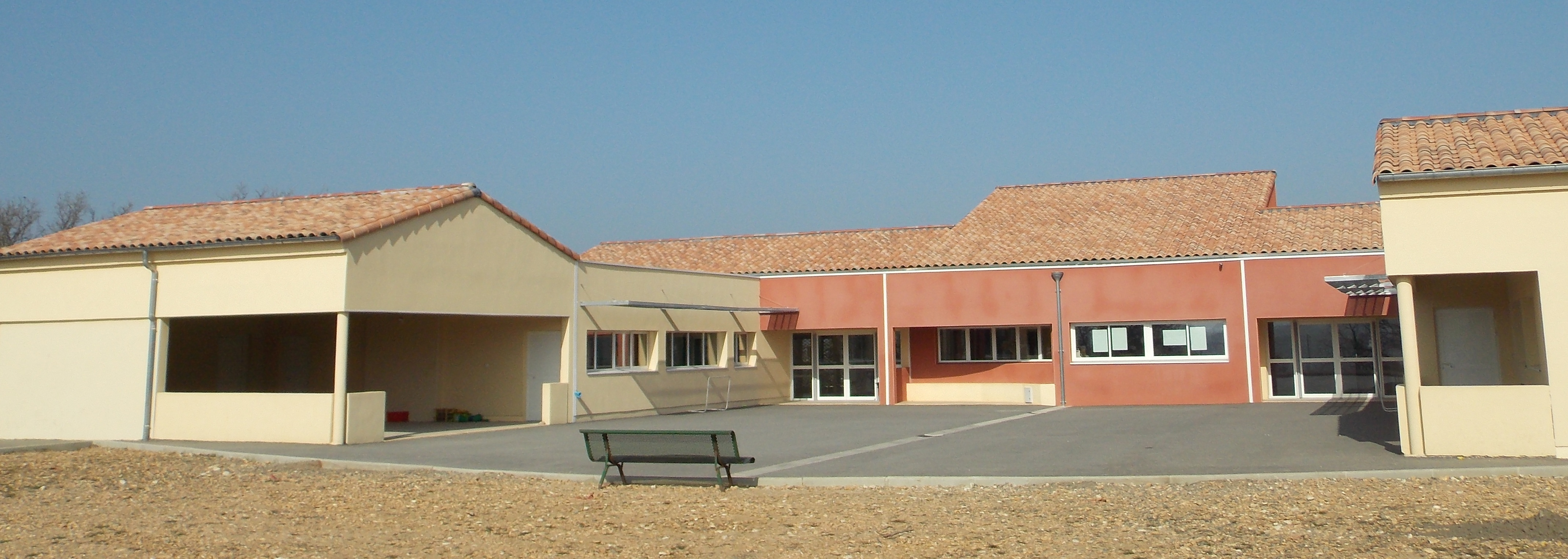
L'école publique de Ners.

Ners est rattachée à la direction des services départementaux de l'éducation nationale du Gard dans l'académie de Montpellier.
La commune gère une école maternelle-élémentaire qui se divise en trois classes, une classe de maternelle, une classe de CP-CE1 et une classe de CE2-CM1-CM2. L'école a déménagé en 2012, laissant une école vieille de plus de 100 ans, puisque fondée en 1888, pour des nouveaux locaux plus en adéquation avec les obligations actuelles.

### Santé
Ners ne possède qu'un médecin généraliste et une psychologue clinicienne installés dans la commune ces dernières années.
Le centre hospitalier le plus proche est celui d'Alès-Cévennes.

### Sports

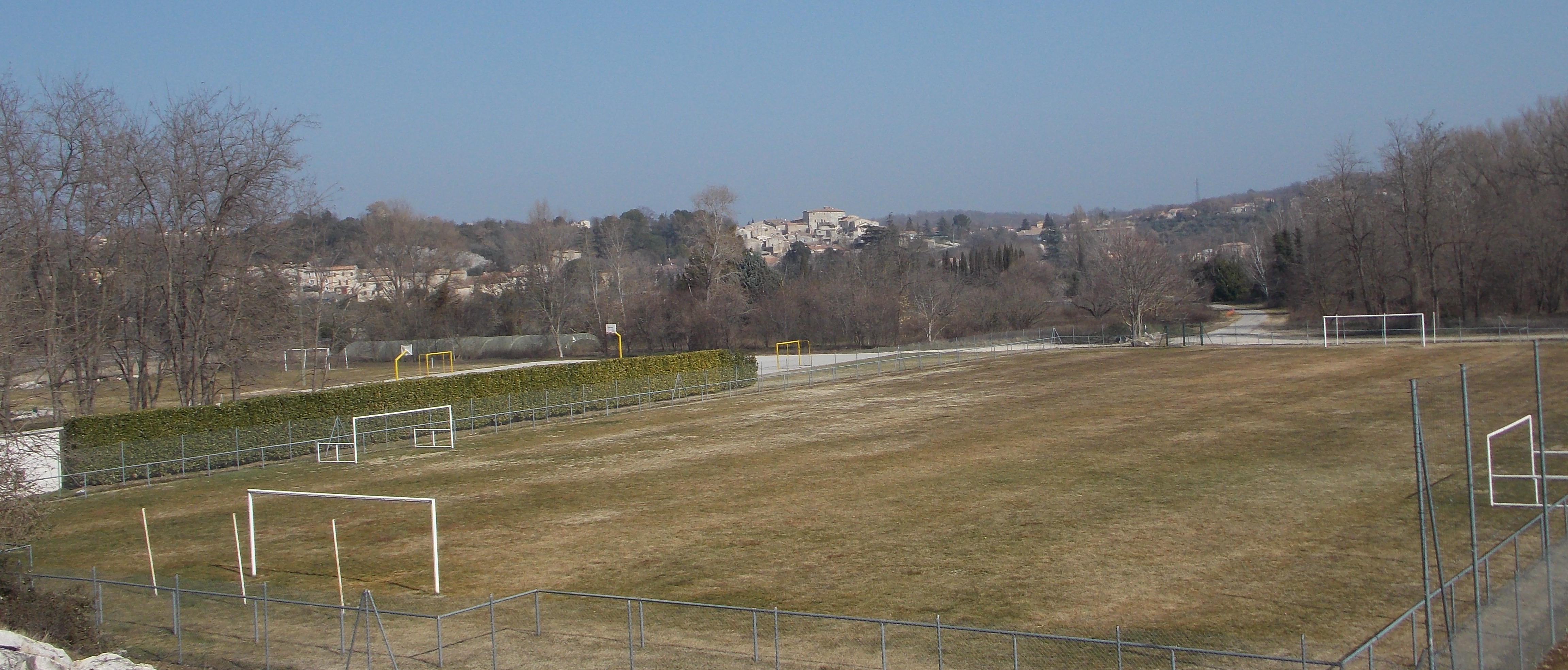
Stade municipal de Ners.

Il existe une seule association sportive à Ners, il s'agit du Tennis Club de Ners, refondé en septembre 2009, après de longues années d'inactivité.
Le village possède néanmoins plusieurs infrastructures sportives, un terrain de football utilisé parfois par l'Entente sportive du canton de Vézénobres, un terrain mixte de handball-basketball en extérieur, deux terrains de tennis et un terrain de pétanque.
Le 6 avril 2015 est organisé pour la première fois dans le village une course pédestre de 7,3 km nommé la Calade nersoise.

### Cultes

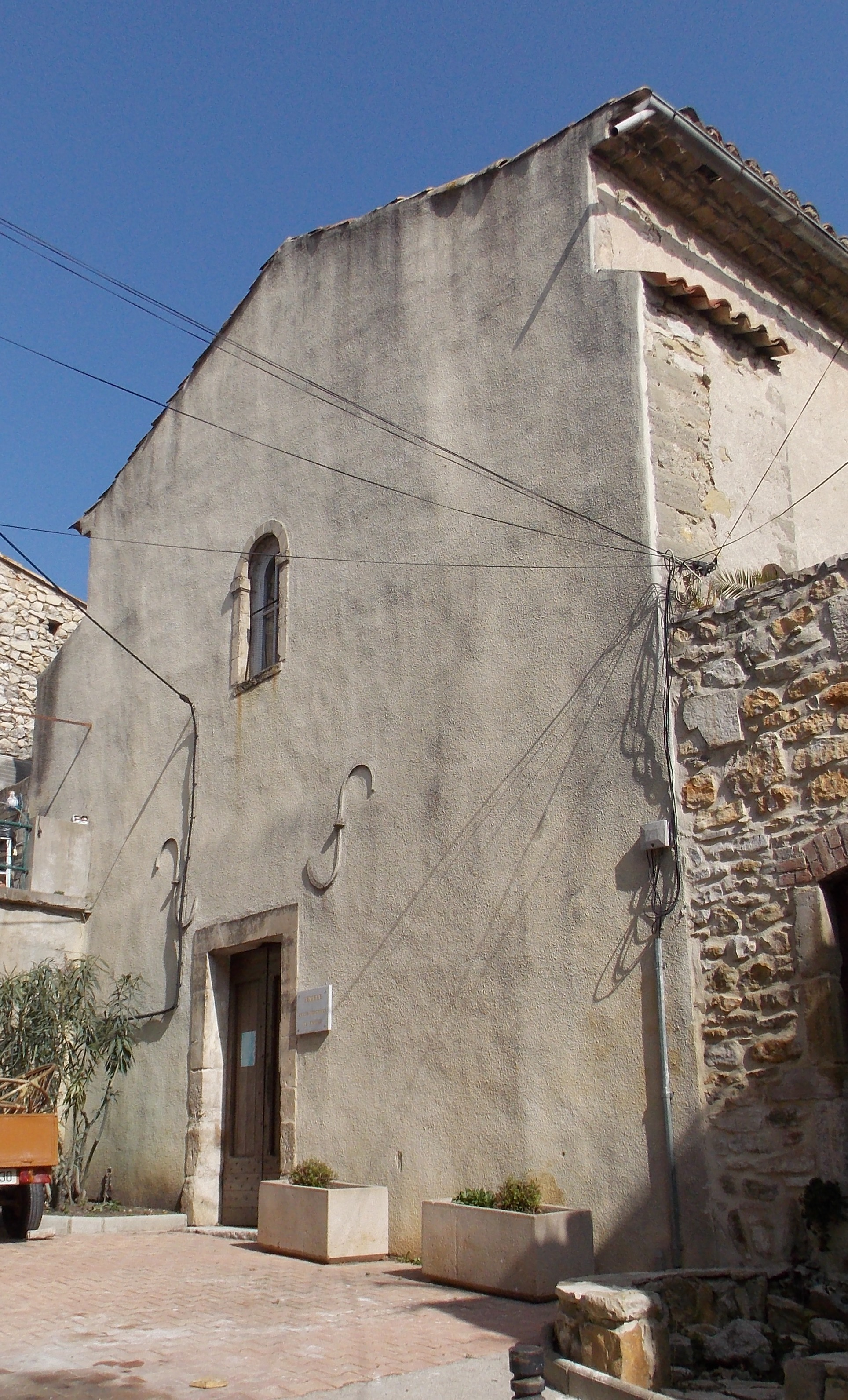
Le Temple de Ners.

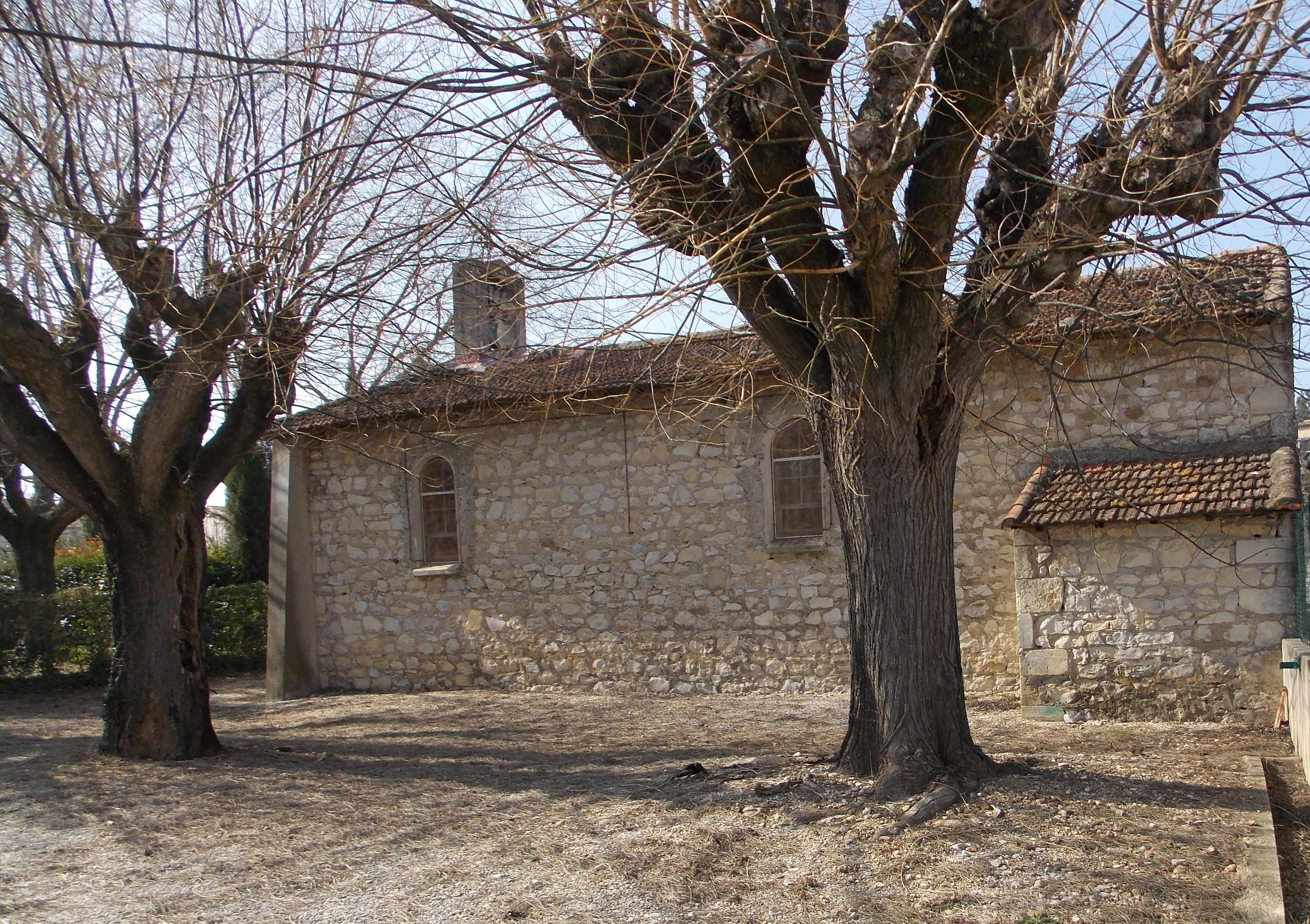
La chapelle de Ners.

Les Nersiens disposent d'un lieu de culte protestant, l'ancienne église catholique du Saint-Sauveur ayant été cédée le 29 mars 1803.
Dans les années 1930, une association catholique rachète une ancienne cave à vin située sur le haut de la colline et la fait transformer grâce à des reliques, en chapelle consacrée à Sainte Thérèse de Lisieux. Cette dernière est toujours dans le domaine privé aujourd'hui.

### Médias
Le quotidien régional Midi libre publie une édition locale pour la région d'Alès, dans laquelle sont publiés les articles sur le village de Ners, écrits par un correspondant bénévole du village.
Les habitants de Ners reçoivent, outre certaines stations de radio nationales, les programmes de France Bleu Gard Lozère, de Chérie FM Méditerranée et de Radio Lenga d'Oc, une station de radio régionale.
Le village est couvert par les programmes de France 3 Languedoc-Roussillon et les chaînes nationales de la TNT.

## Économie

### Revenus de la population et fiscalité
En 2010, le revenu fiscal médian par ménage était de 27 369 €, ce qui plaçait Ners au 18 866e rang parmi les 31 525 communes de plus de 39 ménages en métropole.

### Emploi
En 2009, la population âgée de 15 à 64 ans s'élevait à 441 personnes, parmi lesquelles on comptait 70,8 % d'actifs dont 60,9 % ayant un emploi et 9,9 % de chômeurs.
On comptait 61 emplois dans la commune, contre 67 en 1999. Le nombre d'actifs ayant un emploi résidant dans la commune étant de 270, l'indicateur de concentration d'emploi est de 22,6 %, ce qui signifie que la commune offre approximativement un peu plus d'un emploi pour cinq Nersiens actifs. Cet indicateur était de 30,2 % en 1999.

### Entreprises et commerces
Au 31 décembre 2010, Ners comptait 60 établissements : dix-huit dans l'agriculture-sylviculture-pêche, six dans l'industrie, dix dans la construction, vingt-quatre dans le commerce-transports-services divers et deux étaient relatifs au secteur administratif.
En 2011, huit entreprises ont été créées à Ners.

## Culture locale et patrimoine

### Édifices religieux
- Chapelle Sainte-Thérèse-de-l'Enfant-Jésus de Ners.
- Temple protestant de Ners.

### Monuments

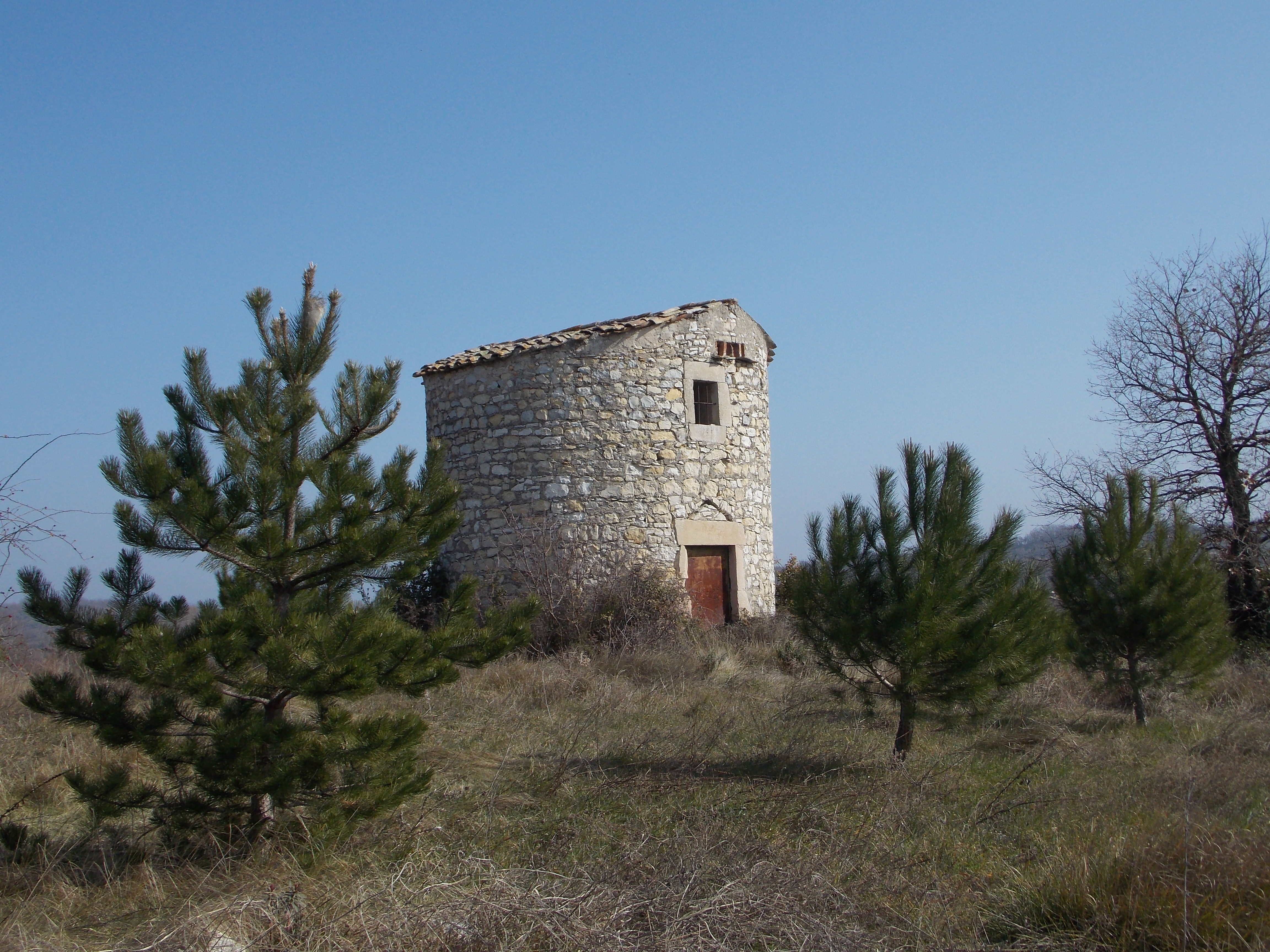
Le vieux Moulin de Ners.

Ners compte un seul monument inscrit en juin 1987 à l'inventaire des monuments historiques, il s'agit de l'ancienne gare de Ners d'inspiration anglaise, avec des façades en briques rouges et toiture d'ardoises, qui malgré son nom, se trouve sur le territoire de la commune voisine, Boucoiran-et-Nozières, bien que géographiquement plus proche du village de Ners.
Ners possède également une vieille église qui date de 1889, ainsi qu'un vieux château posé au sommet du village dont le donjon, particulièrement élevé et même rehaussée, a longtemps servi à la fabrication de billes de plomb destinées aux armes à feu[réf. nécessaire].

### Manifestations culturelles et festivités

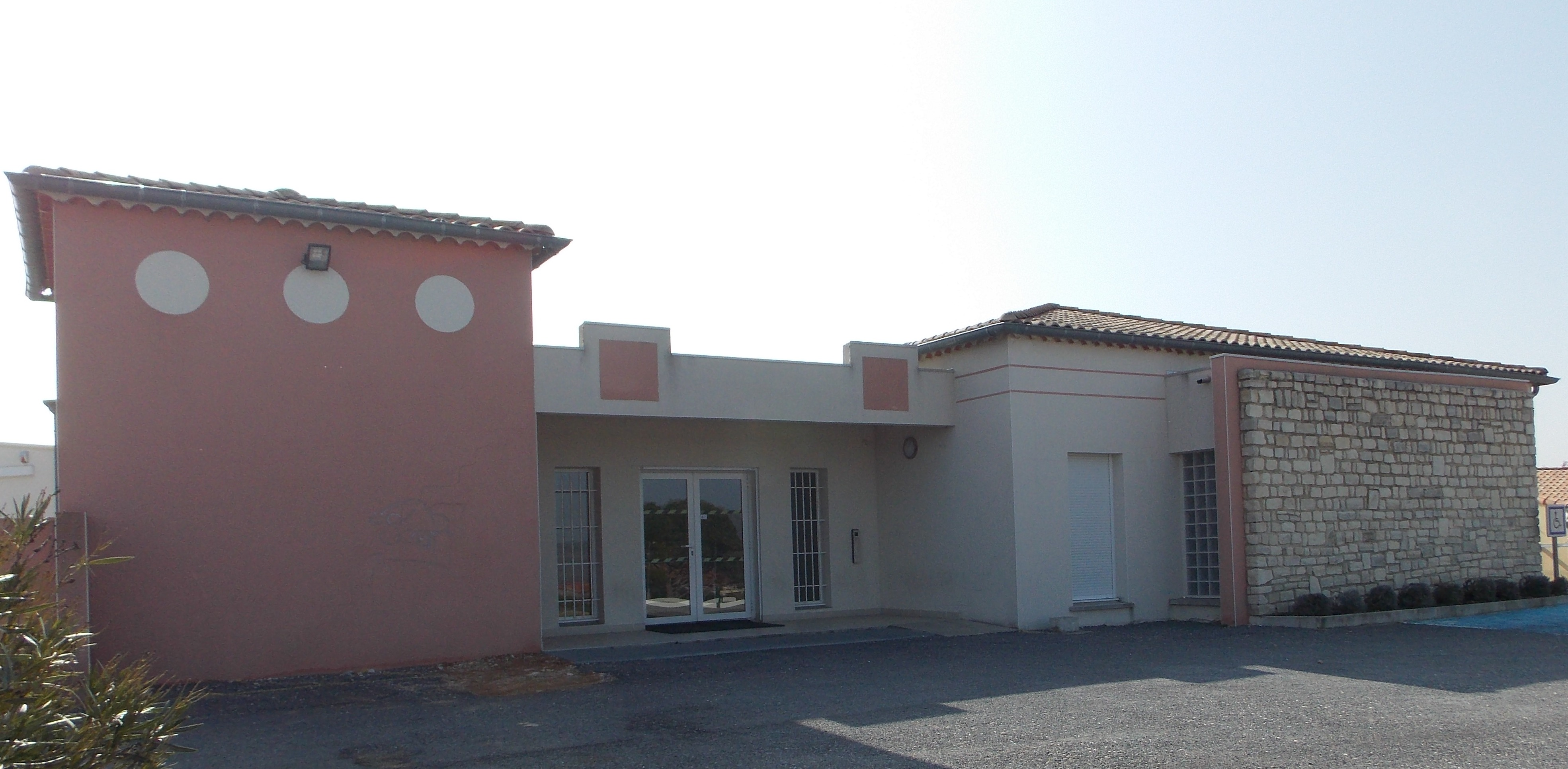
Le foyer communal de Ners.

Il existe plusieurs associations au sein de la commune de Ners, les plus importantes étant celle des parents d'élèves de l'école de Ners et celle de la Soureillado, club des aînés de Ners. Récemment un bureau des fêtes qui avait été démantelé il y a quelques années a été reformé pour essayer de ré-insuffler de la vie au village.
L'association des parents d'élèves a principalement pour but d'animer la vie de l'école en organisant des événements (loto, carnaval, kermesse…) dans le but d'animer le village et de permettre d'amener grâce à l'argent gagné, de meilleures conditions d'apprentissage à leurs enfants.
La Soureillado est la deuxième jeunesse des retraités de Ners. Des animations sont organisées toute l'année allant de la belote à l'organisation de spectacles musicaux en passant par la marche à pied, la peinture, les voyages… Il y en a pour tous les goûts et la réputation de cette association est si grande qu'elle a dépassé les frontières de la commune, puisque des personnes venant des quatre coins du département participent à toutes ces manifestations.
Le comité des fêtes reformé il y a quelques années, organise entre autres une fête votive au mois de juin dans le pur respect de cette tradition gardoise.
Il existe également l'association « Une Chance pour Tous » qui accueille des personnes déficientes mentales. Cette association organise d'ailleurs plusieurs manifestations dans l'année.
Depuis 2008 l'association « Musique ! Musique ! » qui regroupe un ensemble de musiciens (enfants et adultes) autour de la « samba » est venue s'installer dans la commune de Ners et anime les festivités de la région.
D'autres évènements culturels ont marqué le village ces dernières années, comme la « fête du vin primeur » organisée par la Cave des Claux des Tourettes afin de faire découvrir la nouvelle cuvée aux habitants du village, ou encore Un défilé déjanté organisé afin de promouvoir des artisans locaux (styliste, coiffure, traiteur, animation, producteur locaux …) qui sur la base du volontariat des participants, a organisé une évènement chic dans un village plus habitué à des évènements ruraux.

### Personnalités liées à la commune
Fin de l'année 2002, Jean-Pierre Raffarin et Roselyne Bachelot alors respectivement premier ministre et ministre de l'Environnement viennent juger de l'avancée de la reconstruction du pont de Ners détruit à la suite des inondations du mois de septembre. Ils rencontrent les élus locaux et visitent l'école primaire. C'est la seule visite de personnalités politiques qu'ait connue le village de Ners.

### Héraldique
| Blason de Ners | Blason  | De sable à la fasce losangée d'or et de sinople  |
| Blason de Ners | Détails | Le statut officiel du blason reste à déterminer. |